# Kamien Slaski
La ciudad de Kamien Slaski [kamjɛɲ ɕlɔski] (en alemán: Gross Stein) es una aldea del distrito administrativo de Gogolin, ubicado, a su vez, en el condado de Krapkowice, perteneciente al Voivodato de Opole. Está situada al sudoeste de Polonia. Se encuentra a 10 kilómetros al noreste de la localidad de Gogolin, a 13 km al noreste de Krapkowice y a 17 km al sureste de la capital regional, Opole.
Antes de 1945, la región, con Kamien Slaski, pertenecía a Alemania, en el departamento de la región histórica de Silesia. Esta situación cambió después de la derrota alemana tras la Segunda Guerra Mundial, momento en que tanto Pomerania, Silesia, Gdansk y dos terceras partes de la Prusia Oriental fueron adquiridas por Polonia.

## Personajes relevantes
- Jacinto de Cracovia (c. 1185 - 15 de agosto de 1257).